# Henrik Mladi
Henrik Mladi (Henrik Mladi Kralj) (28. veljače 1155. – 11. lipnja 1183.) je bio drugi sin engleskog kralja Henrika II. i Eleonore Akvitanske. Bio je prvo njihovo dijete koje nije umrlo u djetinjstvu. Bio je iz dinastije Anjou-Plantagenet.

## Životopis
Od 1170. do 1183. Henrik je bio suvladar s ocem. U tom vladarskom odnosu je Henrik bio u podređenom položaju. Osim što je bio kralj Engleske, Henrik je bio i vojvodom od Normandije, grofom Anjoua i grofom Mainea.
Braća i sestre su mu bili Vilim, Rikard I. Lavljeg Srca, Gotfrid, Matilda Engleska, Eleonora Engleska, Ivana Engleska, Ivan bez Zemlje, Filip (nesiguran podatak o njegovome postojanju), a imao je polubrata po ocu, Vilima Dugog Mača te po majci polusestre - Mariju i Alix. Njegova je žena bila Margareta Francuska, koja mu je rodila sina Vilima.